# As Aventuras de Huckleberry Finn
As Aventuras de Huckleberry Finn (Adventures of Huckleberry Finn no original em inglês) é um romance do escritor norte-americano Mark Twain, publicado em 1884. Nele, após forjar sua própria morte a fim de se livrar de seu pai bébado e abusivo, o protagonista Huckleberry Finn vive inúmeras aventuras pelo rio Mississippi em uma balsa, acompanhado por Jim, um escravo fugitivo. Com o decorrer da obra Huck Finn passa a refletir sobre as concepções morais convencionais (e próprias) daquilo que era tido como certo e errado.